# Mesnil-Raoul
Ne pas confondre avec Le Mesnil-Raoult (Manche)
Mesnil-Raoul ou Mesnil-Raoult (prononciation traditionnelle : [meniro]) est une commune française située dans le département de la Seine-Maritime en région Normandie.

## Géographie
|                           | Fresne-le-Plan |                      |
| Montmain                  | Mesnil-Raoul   |                      |
| La Neuville-Chant-d'Oisel |                | Bourg-Beaudouin Eure |

À une quinzaine de kilomètres de Rouen, le village est longé par la départementale 6014 (RD 6014), et traversé par la RD 13.

### Hydrographie
La commune est située dans le bassin Seine-Normandie. Elle n'est drainée par aucun cours d'eau,.

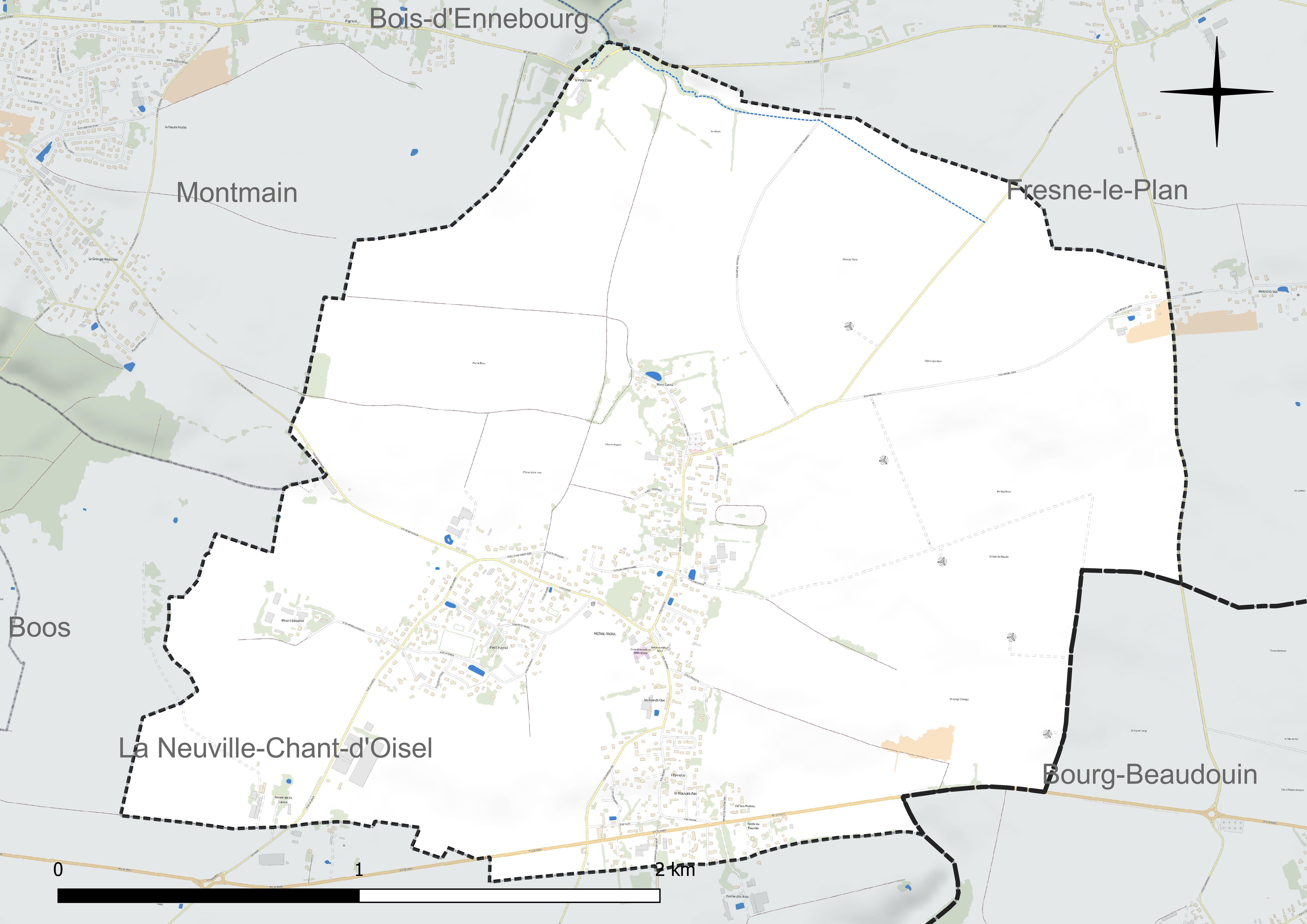
Réseau hydrographique de Mesnil-Raoul.

### Climat
Pour des articles plus généraux, voir Climat de la Normandie et Climat de la Seine-Maritime.
En 2010, le climat de la commune est de type climat océanique dégradé des plaines du Centre et du Nord, selon une étude du CNRS s'appuyant sur une série de données couvrant la période 1971-2000. En 2020, Météo-France publie une typologie des climats de la France métropolitaine dans laquelle la commune est exposée à un climat océanique et est dans la région climatique Côtes de la Manche orientale, caractérisée par un faible ensoleillement (1 550 h/an) ; forte humidité de l’air (plus de 20 h/jour avec humidité relative > 80 % en hiver), vents forts fréquents. Parallèlement le GIEC normand, un groupe régional d’experts sur le climat, différencie quant à lui, dans une étude de 2020, trois grands types de climats pour la région Normandie, nuancés à une échelle plus fine par les facteurs géographiques locaux. La commune est, selon ce zonage, exposée à un « climat maritime », correspondant au Pays de Caux, frais, humide et pluvieux, légèrement plus frais que dans le Cotentin.
Pour la période 1971-2000, la température annuelle moyenne est de 10,2 °C, avec une amplitude thermique annuelle de 13,9 °C. Le cumul annuel moyen de précipitations est de 809 mm, avec 12,3 jours de précipitations en janvier et 8,5 jours en juillet. Pour la période 1991-2020, la température moyenne annuelle observée sur la station météorologique la plus proche, située sur la commune de Boos à 5 km à vol d'oiseau, est de 10,9 °C et le cumul annuel moyen de précipitations est de 847,5 mm,. Pour l'avenir, les paramètres climatiques de la commune estimés pour 2050 selon différents scénarios d’émission de gaz à effet de serre sont consultables sur un site dédié publié par Météo-France en novembre 2022.

## Urbanisme

### Typologie
Au 1er janvier 2024, Mesnil-Raoul est catégorisée bourg rural, selon la nouvelle grille communale de densité à sept niveaux définie par l'Insee en 2022.
Elle est située hors unité urbaine. Par ailleurs la commune fait partie de l'aire d'attraction de Rouen, dont elle est une commune de la couronne,. Cette aire, qui regroupe 317 communes, est catégorisée dans les aires de 200 000 à moins de 700 000 habitants,.

### Occupation des sols
L'occupation des sols de la commune, telle qu'elle ressort de la base de données européenne d’occupation biophysique des sols Corine Land Cover (CLC), est marquée par l'importance des territoires agricoles (85,1 % en 2018), en diminution par rapport à 1990 (90,4 %). La répartition détaillée en 2018 est la suivante : 
terres arables (84,6 %), zones urbanisées (14,2 %), forêts (0,7 %), zones agricoles hétérogènes (0,5 %). L'évolution de l’occupation des sols de la commune et de ses infrastructures peut être observée sur les différentes représentations cartographiques du territoire : la carte de Cassini (XVIIIe siècle), la carte d'état-major (1820-1866) et les cartes ou photos aériennes de l'IGN pour la période actuelle (1950 à aujourd'hui).

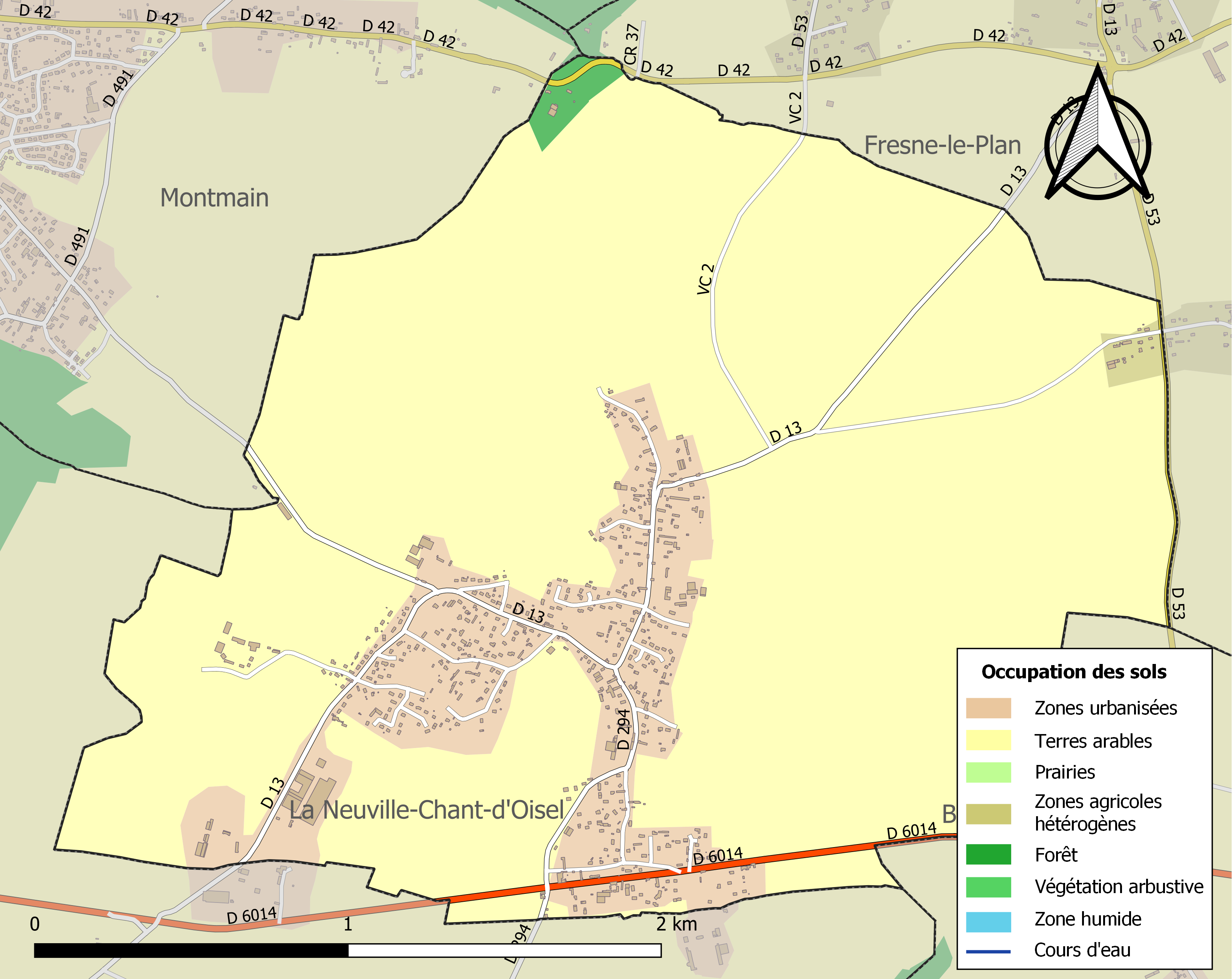
Carte des infrastructures et de l'occupation des sols de la commune en 2018 (CLC).

## Toponymie
Traditionnellement Mesnil-Raoult.
Le nom de la localité est attesté sous les formes Maisnillum Radulphi en 1191; Maisnil Raol début du XIIIe siècle; In parrochia de Mesnillo Radulfi en 1238; Maisnil Radulfi en 1240; Ecclesia Sancti Johannis de Mesnillio Radulfi et In Parrochia Sancti Johannis de Mesnillo-Radulfi en 1258; Mesnil Raoul en 1300; Mesnil Raal en 1304; Fief de Mesnil Raoult en 1675; Mesnilium Radulphi vers 1240 (H. Fr. XXIII, 247) ; In Parrochia Sanctis Johannis de Mesnillo Radulfi en 1278 ; Mesnillo Radulfi en 1337; Mesnil Raoul en 1431 (Longnon) ; Mesnil Raoul entre 1319 et 1392, entre 1403 et 1471 ; Mesnil Raoult en 1459 ; Mesnil Raoult en 1649 ; Mesnil Rault en 1691 ; Paroisse Saint Jean du Mesnil Raoul en 1501 ; Mesnil Raoul en 1648; Mesnil Raoult entre 1704 et 1738 (Pouillé) ; Mesnilraoult en 1715 (Frémont) ; Le Mesnil Raoult en 1757 (carte de Cassini) ; Mesnil-Raoult en 1952 (I.G.N.) ; Le Mesnil-Raoult en 1953.
L'appellatif toponymique mesnil est commun dans le nord de la France, notamment en Normandie, et signifie « domaine rural » en général.
Le second élément est l’anthroponyme Raoul, issu du germanique occidental Radulfus ou Radolfus. Le gentilé des habitants, les Mesnilrollonais, est justifié  par l'histoire du duché de Normandie. En effet, le nom des colons anglo-scandinaves y a souvent été transcrit par un nom franc s'en rapprochant ou équivalent. Ainsi le nom de personne scandinave Hrólfr (contraction de *Hróolfr, lui-même hypocoristique du vieux norrois Hróðolfr, variante de HróðulfR) est souvent rendu par les noms francs Radulfus ou Rodolfus. C'est pourquoi le chef Viking et comte de Rouen Rollon est parfois appelé Raoul par les chroniqueurs. Raoul peut donc venir d'un Hrólfr > Rou(f) (latinisé en Rollo à propos du chef Viking, d'où Rollon). Ce toponyme n'entretient pas de relation historique connue avec ce personnage.
Ces formations toponymiques avec l'élément Mesnil- utilisé comme préfixe sont postérieures (à partir du XIe siècle) à celles où il est utilisé comme suffixe -mesnil.
On remarque tout autour de Mesnil-Raoul, quatre noms de lieu analogues : Mesnil-Fouque (Mesnilium Fulconis vers 1210, au cas régime en -on[is]), Mesnil-Gosselin (de Mesnillo Gocelini 1238), Mesnil-Grain (Apud Mesnillum Grin 1246) et Mesnil-Claque (Mesnil Clac jusqu'au XVIIIe siècle), formés respectivement avec les noms de type germanique Folc[us], Folk et Gautzelin, Gozelin(us), les noms de type norrois Grimr (vieux danois Grim) et Klakr (vieux danois Klak). Ces anthroponymes se perpétuent dans les prénoms et patronymes français Foulques et Fouque, normand et picard Gosselin, Grimr (latinisé en Grinius dans les textes de la Normandie ducale) s'étant vraisemblablement confondu avec l'ancien nom de baptême Guérin en Normandie. En revanche Klak[r], surnom païen, a disparu.
Homonymie avec le Mesnil-Raoult, commune de la Manche, dont le nom est également prononcé [meniro] par les autochtones.

## Histoire
La paroisse fut donnée vers le milieu du IXe siècle à l'abbaye Saint-Amand par Guillaume de Normandie, neveu de la première abbesse de ce monastère.

## Politique et administration
| Période                                  | Période                    | Identité                 | Étiquette | Qualité                                                   |
| ---------------------------------------- | -------------------------- | ------------------------ | --------- | --------------------------------------------------------- |
| Les données manquantes sont à compléter. |                            |                          |           |                                                           |
| vers 1870                                |                            | François Adype Rousselin |           | Cultivateur                                               |
| 1904                                     |                            | Delépine                 |           |                                                           |
| 1945                                     |                            | Jobin                    |           |                                                           |
| Les données manquantes sont à compléter. |                            |                          |           |                                                           |
| mars 2001                                | 2014                       | Nicole Sohet             |           |                                                           |
| 2014                                     | En cours (au 10 août 2020) | Emmanuel Gosse           |           | Cadre retraité de la SNCF Réélu pour le mandat 2020-2026, |

## Population et société

### Démographie
L'évolution du nombre d'habitants est connue à travers les recensements de la population effectués dans la commune depuis 1793. Pour les communes de moins de 10 000 habitants, une enquête de recensement portant sur toute la population est réalisée tous les cinq ans, les populations de référence des années intermédiaires étant quant à elles estimées par interpolation ou extrapolation. Pour la commune, le premier recensement exhaustif entrant dans le cadre du nouveau dispositif a été réalisé en 2008.

En 2022, la commune comptait 1 210 habitants, en évolution de +22,35 % par rapport à 2016 (Seine-Maritime : +0,35 %, France hors Mayotte : +2,11 %).
| 1793 | 1800 | 1806 | 1821 | 1831 | 1861 | 1876 | 1881 | 1886 |
| ---- | ---- | ---- | ---- | ---- | ---- | ---- | ---- | ---- |
| 580  | 550  | 557  | 632  | 636  | 557  | 454  | 440  | 458  |

| 1891 | 1896 | 1901 | 1906 | 1911 | 1921 | 1926 | 1931 | 1936 |
| ---- | ---- | ---- | ---- | ---- | ---- | ---- | ---- | ---- |
| 413  | 384  | 338  | 351  | 335  | 292  | 278  | 269  | 275  |

| 1946 | 1954 | 1962 | 1968 | 1975 | 1982 | 1990 | 1999 | 2006 |
| ---- | ---- | ---- | ---- | ---- | ---- | ---- | ---- | ---- |
| 320  | 350  | 352  | 353  | 400  | 475  | 689  | 725  | 821  |

| 2008 | 2013 | 2018  | 2022  | - | - | - | - | - |
| ---- | ---- | ----- | ----- | - | - | - | - | - |
| 848  | 903  | 1 058 | 1 210 | - | - | - | - | - |

### Enseignement
En matière d'enseignement élémentaire, la commune est associée avec celles de Fresne-le-Plan et Montmain.
Le collège de Boos et le lycée Galilée de Franqueville-Saint-Pierre accueillent les élèves du secteur.

### Cultes
Mesnil-Raoul appartient à la paroisse catholique Saint-Paul du Mesnil – Plateau de Boos qui fait partie du doyenné Rouen-Nord de l'archidiocèse de Rouen.

## Culture locale et patrimoine

### Lieux et monuments
- Église Saint-Jean-Baptiste.
- Château du Grand Hamel (propriété privée)

### Patrimoine naturel
Site classé
- Tilleul  Site classé (1926). La commune possèdait un très probable « Tilleul de Sully » Il mesurait 5,80 m de circonférence à 1,30 m du sol[28]. Malade et rongé par un champignon, il s'éffondre sur lui-même dans la nuit du 24 au 25 Février 2024[29].

### Héraldique
| Blason de Mesnil-Raoul | Blason  | D'argent au chef de gueules chargé de deux molettes à huit rais de sable ; au chevron d'azur chargé de sept besants d'or, brochant en partie sur le chef et accompagné en pointe d'une aigle au vol abaissé de sable. |
| Blason de Mesnil-Raoul | Détails | Le statut officiel du blason reste à déterminer. |